# Bent Lund
Bent Lund (12. november 1932 på Samsø – 28. maj 2014 på Hillerød Hospital) var en dansk borgmester.

## Karriere i Politiet
Han voksede op i en landbrugsfamilie på Samsø, kom på Tunø Landbrugskole, men skiftede karrierespor og blev optaget på Politiskolen. I 1955 blev Bent Lund stationeret ved Politiet i København og kom i 1962 til Politiet i Hillerød og bosatte sig i Uvelse. Lund deltog i FN's fredsbevarende mission på Cypern, blev vagthavende i Frederikssund og slutteligt vicepolitikommissær.

## Politiker
Bent Lund var engageret i Venstre, først fra 1967 som medlem af Uvelse Sogneråd og i den ny Slangerup Kommune, der var dannet ved kommunalreformen i 1970, var i tolv år formand for socialudvalget og viceborgmester og blev i 1982 borgmester. Lund blev genvalgt fem gange og sad som borgmester til 2007. I 1995 blev han Ridder af Dannebrog.
I 2011 udgav han tre små bøger om henholdsvis købmand Andreas Heegaard, som var med til at stifte Frederiksborg Amts Avis i 1874 (Andreas Heegaard - købmand og liberal avisstifter), Politi og politik om sit eget arbejdsliv ved dansk politi gennem 27 år og En samsings historie - fra husmandssøn til samfundets top om sin politiske karriere. I 2012 udgav han Erik Ejegods Slangerup.

## Ægteskab
Han blev gift 9. december 1978 med Annie Helene Dorrit, komtesse af Rosenborg, født Puggaard-Müller (8. september 1926 i Gentofte – 14. maj 2013), datter af kontorchef Gunnar Puggaard-Müller og Gerda Annie født Nielsen og søster til Anders og Bjørn Puggaard-Müller. Hun var tidligere gift med grev Oluf af Rosenborg (skilt 20. januar 1977), og Bent Lund havde mødt hende i sin egenskab af hendes kørelærer. Hun døde i 2013. Året efter døde Bent Lund af følgevirkninger efter en kræftsygdom. I 2011 udgav han Bogen om Dorrit - min hustru i 33 år.